# 2-й Ленинградский путепровод
2-й Ленингра́дский путепрово́д — автомобильный и пешеходный путепровод в Москве на Ленинградском шоссе. Проходит над путями Малого кольца Московской железной дороги около бывшей станции Братцево (ныне на её месте станция МЦК Балтийская). Расположен на территории Войковского района Северного административного округа. Получил название от Ленинградского шоссе.

## История
Первый путепровод для пропуска Петербургского шоссе над железнодорожными путями был построен на этом месте в 1908 году одновременно со строительством Окружной железной дороги. Автор проекта — инженер В. Воробьёв. Ширина проезжей части моста составляла 8,5 м, ширина тротуаров — 1 м. В 1948 году в связи с реконструкцией выездных магистралей появился проект замены моста на новый путепровод с шириной проезжей части 35 м и тротуаров — 3 м. Новый путепровод на месте старого был построен в 1960 году по проекту инженера И. Ю. Аршавского и архитектора К. Н. Яковлева.
В 2013—2014 годах проводились работы по реконструкции путепровода. Фактически он был разобран и отстроен заново. При этом ширина проезжей части была увеличена с 8 до 10 полос, из которых 2 стали выделенными для общественного транспорта. Для организации пассажирского движения на Окружной железной дороге путепровод был приподнят на 1,5 м, в результате чего высота подмостового пролёта составила 6,9 м. На время реконструкции движение по Ленинградскому шоссе не прекращалось. Стоимость реконструкции составила 2 млрд руб.